# Lygodactylus inexpectatus
Lygodactylus inexpectatus (дар-ес-саламський карликовий гекон) — вид геконоподібних ящірок родини геконових (Gekkonidae). Ендемік Танзанії.

## Поширення і екологія
Дар-ес-саламські карликові гекони відомі за єдиним зразком, зібраним в околицях міста Дар-ес-Салам. Ймовірно, вони живуть в лісах, рідколіссях або садах і ведуть деревний спосіб життя.